# 测度

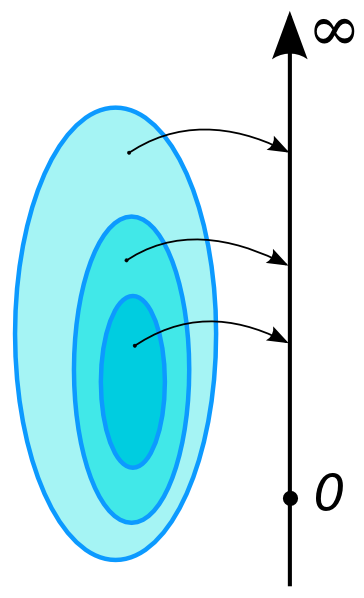
测度具有单调性，如果集合A是集合B的子集，那么集合A的测度小于或等于集合B的测度。此外空集的测度为0。例如体积（物体所占据的空间的大小）就是一种测度。

在数学中，测度是一種將几何空間的度量（长度、面积、体积）和其他常见概念（如大小、质量和事件的概率）廣義化後產生的概念。传统的黎曼积分是在区间上进行的，為了把积分推广到更一般的集合上，人們就发展出测度的概念。一个特别重要的例子是勒贝格测度，它從 {\displaystyle n} 维欧式空间 {\displaystyle {\mathbb {R} }^{n}} 出發，概括了傳統长度、面积和体积等等的概念。
研究測度的學問被統稱為测度论，因為指定的數值通常是非負实数，所以测度论通常會被視為实分析的一个分支，它在数学分析和概率论有重要的地位。

## 正式定义
定義 — {\displaystyle (X,\,\Sigma )} 為可测空间，函数 {\displaystyle \mu :\Sigma \to [0,\,\infty )} 若满足：
- {\displaystyle \mu (\varnothing )=0} (空集合的测度为零)

- 可数可加性( {\displaystyle \sigma }-可加性)：  若集合序列 {\displaystyle \{E_{n}\in \Sigma \}_{n\in \mathbb {N} }} 對所有不相等正整數 {\displaystyle i\neq j} 都有 {\displaystyle E_{i}\cap E_{j}=\varnothing }，則

{\displaystyle \mu \left(\bigcup _{n\in \mathbb {N} }E_{n}\right)=\sum _{n=1}^{\infty }\mu (E_{n})}。
那 {\displaystyle \mu } 被稱為定義在 {\displaystyle \Sigma } 上的一個非負測度，或簡稱為測度。為了敘述簡便起見，也可稱 {\displaystyle (X,\,\Sigma ,\,\mu )} 为一测度空间。
直觀上，測度是「體積」的推廣；因為空集合的「體積」當然為零，而且互相獨立的一群（可數個）物體，總「體積」當然要是所有物體「體積」直接加總（的極限）。而要定義「體積」，必須先要決定怎樣的一群子集合，是「可以測量的」，詳細請見σ-代數。
如果將 {\displaystyle \mu } 的值域擴展到複數，也就是說 {\displaystyle \mu :\Sigma \to \mathbb {C} } ，那 {\displaystyle \mu } 會被進一步稱為複數測度。

### 定義的分歧
若照著上述定義，根據可数可加性，不少母集合本身的測度值會變成无穷大（如對 {\displaystyle {\mathbb {R} }^{n}} 本身取勒贝格测度），所以實際上不存在。但某些書籍會形式上將无穷大視為一個數，而容許測度取值為無窮大；這樣定義的書籍，會把只容許有限实数值的測度稱為（非負）有限測度。但這樣"定義"，會造成可數可加性與數列收斂的定義產生矛盾。
所以要延續體積是一種＂度量＂的這種直觀概念（也就是嚴謹的定義勒贝格测度），那就必須把σ-代數換成條件比較寬鬆的半集合環，然後以此為基礎去定義一個對應到＂體積＂的前測度。
更進一步的，如果對測度空間 {\displaystyle (X,\,\Sigma ,\,\mu )} 來說，母集合 {\displaystyle X} 可表示為 {\displaystyle \Sigma } 內的某可測集合序列 {\displaystyle \{E_{n}\in \Sigma \}_{n\in \mathbb {N} }} 的并集：
{\displaystyle X=\bigcup _{n\in \mathbb {N} }E_{n}}
若 {\displaystyle E_{n}} 皆為有限測度集，則 {\displaystyle \mu } 會被進一步的稱為（非負）σ-有限测度。

## 性质

### 单调性
测度{\displaystyle \mu \ }的单调性：
若{\displaystyle E_{1}\ }和{\displaystyle E_{2}\ }为可测集，而且{\displaystyle E_{1}\subseteq E_{2}}，则{\displaystyle \mu (E_{1})\leq \mu (E_{2})}。

### 可数个可测集的并集的测度
若{\displaystyle E_{1},E_{2},E_{3}\cdots }为可测集（不必是两两不交的），则集合{\displaystyle E_{n}\ }的并集是可测的，且有如下不等式（「次可列可加性」）：
{\displaystyle \mu (\bigcup _{i=1}^{\infty }E_{i})\leq \sum _{i=1}^{\infty }\mu (E_{i})}
如果还满足并且对于所有的{\displaystyle n\ }，{\displaystyle E_{n}\ }⊆{\displaystyle E_{n+1}\ }，则如下极限式成立：
{\displaystyle \mu \left(\bigcup _{i=1}^{\infty }E_{i}\right)=\lim _{i\to \infty }\mu (E_{i}).}

### 可数个可测集的交集的测度
若{\displaystyle E_{1},E_{2},\cdots }为可测集，并且对于所有的{\displaystyle n\ }，{\displaystyle E_{n+1}\ }⊆{\displaystyle E_{n}\ }，则{\displaystyle E_{n}\ }的交集是可测的。进一步说，如果至少一个{\displaystyle E_{n}\ }的测度有限，则有极限：
{\displaystyle \mu (\bigcap _{i=1}^{\infty }E_{i})=\lim _{i\to \infty }\mu (E_{i})}
如若不假设至少一个{\displaystyle E_{n}\ }的测度有限，则上述性质一般不成立。例如对于每一个{\displaystyle n\in \mathbb {N} }，令
{\displaystyle E_{n}=[n,\infty )\subseteq \mathbb {R} }
这裡，全部集合都具有无限测度，但它们的交集是空集。

## 完备性
定義 — 

{\displaystyle (X,\,\Sigma ,\,\mu )} 是测度空间，若{\displaystyle N\in \Sigma }  且 {\displaystyle \mu (N)=0\ }，则 {\displaystyle N} 被称为零测集（null set ）。
若所有零测集的子集都可测，则 {\displaystyle \mu } 称为完备的（complete）。
直觀上，因為測度的單調性，只要包含於零測集的集合，也「應該」是零測集，完備測度的定義體現了這個直觀的想法。更進一步的，任意测度可以按如下的定理擴展为完备测度：
定理 — 

{\displaystyle (X,\,\Sigma ,\,\mu )} 是测度空间，若取：
{\displaystyle \Sigma ^{\star }:={\bigg \{}S\,{\bigg |}\,(S\subseteq X)\wedge (\exists A)(\exists B)\{(A,\,B\in \Sigma )\wedge (A\subseteq S\subseteq B)\wedge [\mu (B-A)=0]\}{\bigg \}}}
那 {\displaystyle \Sigma ^{\star }} 是一個Σ-代数，此時若定義：
{\displaystyle \mu ^{\star }:={\bigg \{}\langle S,\,r\rangle \,{\bigg |}\,(S\subseteq X)\wedge (\exists A)(\exists B)\{(A,\,B\in \Sigma )\wedge (A\subseteq S\subseteq B)\wedge [\mu (B-A)=0]\wedge [r=\mu (A)]\}{\bigg \}}}
那 {\displaystyle \mu ^{\star }} 是定義在 {\displaystyle \Sigma ^{\star }} 上的完備測度，且有：
{\displaystyle (\forall S\in \Sigma )[\mu ^{\star }(S)=\mu (S)]}
| 證明 |
| ---- |
|      |

## 例子
下列是一些测度的例子（顺序与重要性无关）。
- 计数测度　定义为{\displaystyle \mu (S)=S\ }的「元素个数」。
- 一维勒贝格测度是定义在{\displaystyle \mathbb {R} }的一个含所有区间的σ代数上的、完备的、平移不变的、满足{\displaystyle \mu ([0,1])=1\ }的唯一测度。
- Circular angle测度是旋转不变的。
- 局部紧拓扑群上的哈尔测度是勒贝格测度的一种推广，而且也有类似的刻划。
- 恆零测度定义为{\displaystyle \mu (S)=0\ }，对任意的{\displaystyle S\ }。
- 每一个概率空间都有一个测度，它对全空间取值为1（于是其值全部落到单位区间[0,1]中）。这就是所谓概率测度。见概率论公理。

其它例子，包括：狄拉克测度、波莱尔测度、若尔当测度、遍历测度、欧拉测度、高斯测度、贝尔测度、拉东测度。